# Vrh pri Hinjah
Vrh pri Hinjah je manjše gručasto naselje, ki leži v južnem delu Suhe krajine, v Občini Žužemberk, na 472m nadmorske višine. Vas zavzema 1,39 kvadratnega kilometra. Na Vrhu stoji 16 hiš, v vasi pa živi okoli 50 ljudi. Severno in vzhodno od vasi na vrtačastem površju raste listnati gozd. V bližnji okolici vasi pa prevladujejo košenice, poleg njih pa so še njive in vinogradi. Obdelovalne površine so večinoma na kulturnih terasah. 

## Zgodovina
V preteklosti so se ljudje preživljali s kmetijstvom in poljedelstvom, saj na Vrhu zelo dobro uspevajo žita. Za dodaten zaslužek so izdelovali zobotrebce in cekarje ter nabirali različna zelišča. Vodo so pridobivali iz vodnjakov, če pa je bilo vode malo so šli po vodo v Hinje (izvir Lopašček) ali v Draščo vas (reka Krka). Vrh je bil med drugo svetovno vojno bombardiran z zažigalnimi bombami. Takrat je močno pihalo, strehe so bile pokrite s slamo, zato se je ogenj hitro razširil in v kratkem času je pogorelo pol vasi (7 posesti).
Leta 1953 so ime iz Vrh, spremenili v Vrh pri Hinjah.

## Vinogradi
Za vrh so značilni vinogradi. V preteklosti je imela vsaka hiša v lasti vsaj en vinograd. Do zdaj se jih je ohranilo večina. Večina jih ima za sprostitev ter za svojo uporabo. Značilna trta za ta kraj je šmarnica, zadnje čase pa se pridelujejo tudi druge vrste (npr. amerikan, jurka).

## Cerkev Sv. Tomaža
Skromna baročna cerkev je iz 17. stol., s tristranim prezbiterijem, pravokotno ladjo in z masivnim zvonikom, okoli cerkve pa je nižje kamnito obzidje z značilnim vhodom.
Notranjost je skromna. Cerkev je posvečena sv. Tomažu.

### Zgodovina cerkve
Cerkev je bila grajena v treh delih, na začetku je bila kapelica, kasneje so ji prizidali ladjo, v 19. stoletju pa so dodali še zvonik. Zvonik je bil prekrit s lesenimi deščicami (»skoble« po domače), ostali del pa s pločevino. Med drugo svetovno vojno so z bombardiranjem poškodovali cerkev. Poškodovane so bile stene, lesen strop pa se je udrl. Po vojni so cerkev popravili, zvonik so prekrili z novimi hrastovimi »skoblami«, pločevino so zamenjali z opekami ter z notranje in zunanje strani na novo ometali cerkev.
Prenovljena je bila leta v 70. letih prejšnjega stoletja, v času župnika Maksa Kozjaka. 
Pred obnovitvijo (leta 1978) je bila cerkev posvečena sv. Frančišku, žegnanje pa so imeli prvo nedeljo v septembru (tako kot tudi danes).
Po obnovi je bilo žegnanje julija, ko goduje sv. Tomaž. Istega leta je bila huda toča, ljudje pa so ugotovili tudi, da je julija prezgodaj, ker je preveč dela in še nimajo dovolj pridelkov. Zato so se vaščani odločili, da žegnanje prestavilo nazaj na jesen. Tako imamo zdaj na Vrhu žegnanje prvo nedeljo v septembru, kljub temu da je cerkev posvečena sv. Tomažu. 

### Križa in kapelica
Na Vrhu stojita dva križa in dve kapelici. Oba križa sta postavljena na obrobju vasi, ob poteh, ki so vodile iz vasi – ena proti Hinjam, druga pa proti Žužemberku. Ob križu so se ljudje ustavili in z molitvijo pospremili vsakega pokojnika, ki so ga pokopali v Hinjah.
Kapelica  je bila postavljena v zahvalo, ker so se vojaki srečno vrnili iz vojne. 

## Črna kuhinja
V kmečkih hišah se črne kuhinje pojavijo od druge polovice 15. stoletja naprej. Nato so se postopoma uveljavljale največ v osrednjeslovenski pokrajini in na območju Primorske. V marsikateri kmečki hiši so kuhali v črni kuhinji še v desetletju po drugi svetovni vojni.
Na Vrhu stoji ohranjena črna kuhinja. Črna kuhinja je prostor v kateri dim ni speljan skozi dimnik. V njej sta odprto ognjišče in ustje ogrevalne peči, ta stoji v sosednjem brezdimnem, največkrat glavnem bivalnem prostoru. Dim se dviga na podstrešje, kjer so sušili in dimili mesne izdelke. Prostoru, kjer so dimili mesne izdelke so rekli šija.
V črnih kuhinjah so uporabljali: lončene in litoželezne posode, burkle (pripomoček za premikanje loncev), lopar (pripomoček pri peki kruha), omelo (za ometanje pepela iz peči), grebla (orodje za premikanje žerjavice) in druge pripomočke.
Kuhali so preproste jedi iz sestavin, ki so jih imeli doma, npr. zelje in žganci, koleraba in fižol, prosena kaša, koruzni ali mešani kruh (bel le za praznike), v hlačah krompir oz. krompir v oblicah in čebula (kuhan na pol prerezan krompir), kot posebnost se starejši domačini spomnijo, da so pripravljali »Titovo torto« (polenta, kuhana na mleku in smetani ter še zapečena) in različne enolončnice.